# Oskar Johann Kaiser
Oskar Johann Kaiser (* 28. Februar 1907 in Niedereschach; † 2001 in Villingen) war ein deutscher Unternehmer in der Schwarzwälder Uhrenindustrie.

## Leben
Oskar Kaiser wurde als Sohn des Industriellen Josef Kaiser in eine badische Unternehmerfamilie geboren. Sein Vater gilt als einer der Mitbegründer der industrialisierten Uhrenproduktion im badischen Schwarzwald. Oskar Johann Kaiser erhielt eine Ausbildung in verschiedenen Schwarzwälder Uhrenfabriken und machte eine Ausbildung zum Ingenieur in Chemnitz. Er volontierte unter anderem bei Kienzle in Villingen. Kaiser war geschäftsführender Gesellschafter der Uhrenfabriken Villingen, Mitinhaber der Badischen Uhrenfabriken in Furtwangen sowie Gesellschafter der Gebrüder Kaiser Werke in Kenzingen, die Ende der 1960er-Jahre von Grundig übernommen wurden.
Er war u. a. Aufsichtsratsmitglied der Gebrüder Heinemann Maschinenfabriken in St. Georgen (siehe Gebr. Heinemann, St. Georgen), langjähriger Stadtrat in Villingen, Kurator der Staatlichen Ingenieurschule Furtwangen, Ausschussmitglied im Arbeitgeberverband der Badischen Eisen- und Metallindustrie Freiburg und Mitglied der Deutschen Gesellschaft für Chronometrie in Stuttgart sowie Chef des Prüfungsausschusses der staatlichen Uhrmacherschule. Er war verheiratet mit der Tochter des Unternehmers Wilhelm Heinemann, Mitinhaber der Gebrüder Heinemann Maschinenfabriken aus St. Georgen im Schwarzwald. Kaiser starb 2001 in seiner Heimatstadt Villingen. Sein Bruder war der Unternehmer Franz Josef Kaiser, Präsident des Verbandes der Uhrenindustrie, Vorstandsmitglied des Verbandes der deutschen Metallindustrie und Vorstand des badischen Arbeitgeberverbandes Metall. Oskar Kaisers Sohn, der Ingenieur Jürgen-Josef Kaiser, war Gesellschafter der Kaiser Firmengruppe und später Professor für Feinwerktechnik.